# Merville-Franceville-Plage

Merville-Franceville-Plage este o comună în departamentul Calvados, Franța. În 1 ianuarie 2022 avea o populație de 2.222 de locuitori.